# Final de la Copa de la UEFA 2005
La final de la Copa de la UEFA 2005 es va jugar entre l'Sporting de Portugal portuguès i el CSKA de Moscou rus a l'estadi de l'Sporting, l'Estádio José Alvalade de Lisboa el 18 de maig de 2005. El CSKA Moscou va guanyar la seva primera Copa de la UEFA i es va convertir en el primer club rus a guanyar una gran competició europea.

## Detalls del partit
| Sporting    | 1 – 3    | CSKA Moscou                               |
| ----------- | -------- | ----------------------------------------- |
| Rogério 29' | (Report) | A. Berezutski 56' · Jirkov 65' · Love 75' |

 Estádio José Alvalade, Lisboa 
 Espectadors: 46.500 
Arbitre: Graham Poll 
| Sporting CP | CSKA Moscou |

| SPORTING CLUBE DE PORTUGAL: |    |                   |     |     |
| |    |                   |     |     |
| GK | 76 | Ricardo           |     |     |
| DF | 11 | Rodrigo Tello     |     |     |
| DF | 14 | Joseph Enakarhire |     |     |
| DF | 22 | Beto              |     |     |
| DF | 15 | Miguel Garcia     |     |     |
| MF | 8  | Pedro Barbosa     | 14' |     |
| MF | 26 | Fábio Rochemback  |     |     |
| MF | 28 | João Moutinho     |     | 88' |
| MF | 37 | Rogério           |     | 80' |
| FW | 31 | Liédson           |     |     |
| FW | 10 | Ricardo Sá Pinto  |     | 73' |
| Suplents: |    |                   |     |     |
| GK | 1  | Nélson            |     |     |
| DF | 4  | Anderson Polga    |     |     |
| DF | 27 | Custódio          |     |     |
| MF | 45 | Hugo Viana        |     | 88' |
| MF | 23 | Rui Jorge         |     |     |
| FW | 9  | Marius Niculae    |     | 73' |
| FW | 17 | Roudolphe Douala  |     | 80' |
| Entrenador: |    |                   |     |     |
| José Peseiro Millor Jugador del Partit: Elvir Rahimić Arbitres assistents: Michael Tingey Glenn Turner Quart arbitre: Steve Bennett |    |                   |     |     |

| CSKA MOSCOU:   |    |                         |     |
|                |    |                         |     |
| GK             | 35 | ígor Akinféiev          |     |
| DF             | 4  | Serguei Ignaixévitx (c) |     |
| DF             | 6  | Aleksei Berezutski      |     |
| DF             | 15 | Chidi Odiah             |     |
| DF             | 24 | Vassili Berezutski      |     |
| MF             | 7  | Daniel Carvalho         | 82' |
| MF             | 11 | Vágner Love             |     |
| MF             | 22 | Ievgueni Aldonin        | 86' |
| MF             | 25 | Elvir Rahimić           |     |
| FW             | 9  | Ivica Olić              | 67' |
| MF             | 18 | Iuri Jirkov             |     |
| Suplents:      |    |                         |     |
| GK             | 1  | Veniamin Mandrykin      |     |
| MF             | 2  | Deividas Šemberas       | 82' |
| MF             | 8  | Rolan Gússev            | 86' |
| MF             | 10 | Osmar Ferreyra          |     |
| MF             | 19 | Juris Laizāns           |     |
| MF             | 40 | Aleksandr Salougin      |     |
| FW             | 17 | Miloš Krasić            | 67' |
| Entrenador:    |    |                         |     |
| Valery Gazzaev |    |                         |     |